# Cantharidus capillaceus
Cantharidus capillaceus es una especie de molusco gasterópodo de la familia Trochidae.

## Subespecies
- Cantharidus capillaceus capillaceus,
- Cantharidus capillaceus coruscans (Hedley, 1916)

## Distribución geográfica
Se encuentra  en Nueva Zelanda.